# Batalhão Zośka
O Batalhão Zośka ou Batalhão Zoshka foi um batalhão de escoteiros do Movimento de resistência polonesa, nao início da Armia Krajowa (AK) durante a Segunda Guerra Mundial. Ele consistia principalmente de membros das Szare Szeregi, escoteiros e paramilitares. Ela foi formada no final de agosto de 1943. Fez parte do batalhão Radosław e teve um papel importante na Revolta de Varsóvia de 1944.
Foi assim nomeada, Zośka, após Tadeusz Zawadzki usar o nome como seu pseudônimo durante os primeiros dias da AK. Ele foi morto durante uma ação partidária.

## Libertação do Campo de Concentração Gęsiówka
Em 5 de agosto de 1944, durante a fase inicial da Revolta de Varsóvia, o Batalhão Zośka (Radosław Grupo de Szare Szeregi) da Armia Krajowa, liderada por Ryszard Białous e Stasiecki Eugeniusz atacaram o acampamento Gęsiówka que estava sendo liquidado no momento. O tanque Panzerkampfwagen V Panther "Magda", capturado pelos rebeldes em 2 de agosto, foi fundamental no ataque, apoiando o ataque com fogo de sua arma principal. Na batalha que se seguiu uma hora e meia guardas Sicherheitsdienst (SD) foram mortos ou capturados, embora alguns dos alemães conseguiram fugir em direção de Pawiak. Apenas dois combatentes poloneses foram mortos no ataque e 348 prisioneiros judeus qie ficaram em Gęsiówka para ajudar na destruição das provas do assassinato em massa, foram resgatados da morte certa. A maioria desses sobreviventes se juntou à unidade Zośka e lutaram na insurreição. Mais tarde, durante a revolta, a maioria deles foram mortos, junto com aqueles que os tinham libertado.

## Combatentes Notáveis
Lista com os combatentes mais notáveis do batalhão: 
| - Krzysztof Kamil Baczyński - Roger Barlet - Ryszard Białous - Andrzej Cielecki - Lidia Daniszewska - Aleksy Dawidowski - Juliusz Bogdan Deczkowski - Jerzy Gawin - Jerzy Jagiełło - Jacek Karpiński - Tadeusz Kosudarski - Jan Kopałka - Andrzej Łukoski - Henryk Kozłowski - Zygmunt Kujawski - Wacław Micuta - Tadeusz Maślonkowski | - Wiktor Matulewicz - Krystyna Niżyńska - Konrad Okolski - Jerzy Ossowski - Jerzy Pepłowski - Jan Rodowicz - Eugeniusz Romański - Andrzej Romocki - Jan Romocki - Jan Rossman - Eugeniusz Stasiecki - Tadeusz Sumiński - Anna Wajcowicz - Kazimierz Wasiłowski - Jerzy Weil - Jan Wuttke - Anna Zakrzewska |